# Chimalpa Viejo
Chimalpa Viejo är en ort i Mexiko, tillhörande Naucalpan de Juárez kommun i delstaten Mexiko. Chimalpa Viejo ligger i den centrala delen av landet och tillhör Mexico Citys storstadsområde. Orten hade 1 140 invånare vid folkmätningen 2010. 2020 hade invånarantalet ökat till 1 270.